# Otakar Německý
Otakar Německý, född 2 mars 1902 i Nové Město na Moravě i Österrike-Ungern, död 18 mars 1967 i Brno i Tjeckoslovakien, var en tjeckoslovakisk längdåkare och utövare av nordisk kombination. 
Německý blev den förste som vann en guldmedalj vid ett VM i Nordisk skidsport när han vid det första världsmästerskapet 1925 vann guldmedaljen i nordisk kombination. En vecka senare vann han guld även i längdåkning över 18 kilometer. Německý deltog även vid VM 1927 där han blev tvåa i nordisk kombination. 1928 deltog han i Olympiska vinterspelen 1928 och kom sexa i uppvisningsgrenen militärpatrull.